# Parool Top 20
De Parool Top 20, eigenlijk PS Popparade geheten, was een hitparade die voor het eerst op 30 oktober 1965 gepubliceerd werd in het landelijke dagblad Het Parool. De eerste nummer 1-hit was Yesterday van The Beatles. Het VARA-radioprogramma Tijd voor Teenagers zond de hoogste 10 van deze hitlijst uit van 5 februari 1966 tot en met 30 september 1967 op de publieke popzender Hilversum 3. De hitlijst was daar de vervanger van de Tijd voor Teenagers Top 10. De presentator was Herman Stok. De hitlijst werd gepubliceerd door Het Parool, de VARAgids en Hitweek. Het Parool stopte met samenstelling en publicatie op 2 augustus 1969, tien weken na de eerste uitzending van de Hilversum 3 Top 30, waarvan Het Parool vanaf toen de hoogste 20 posities ging afdrukken.

## Top 3 van de Top 100-jaarlijsten van de Parool Top 20[2]
1966
1. These boots are made for walking - Nancy Sinatra
2. Sloop John 'B' - Beach Boys
3. As tears go by/19th nervous breakdown - Rolling Stones

1967
1. San Francisco (Be sure to wear some flowers in your hair) - Scott McKenzie
2. I'm a believer - Monkees
3. This is my song - Petula Clark

1968
1. Ich bau' dir ein Schloss - Heintje
2. Hey Jude - Beatles
3. Times were when - Cats

## Nummer 1-hits
Zie Lijst van nummer 1-hits in de Parool Top 20 voor dit onderwerp

## Boek
- Mega Top 50 presenteert 50 jaar hitparade, Bart Arens, Edgar Kruize en Ed Adams, Uitgeverij Unieboek/Het Spectrum bv, Houten/Antwerpen, 2013. ISBN 978 90 00 33100 0